# Europacup II 1988/89
De 29ste editie van de Beker der Bekerwinnaars werd voor de 3de keer gewonnen door FC Barcelona. Barça versloeg het Italiaanse Sampdoria in de finale.

## Voorronde
| Team #1                     | Tot.  | Team #2  | 1ste wed | 2de wed |
| --------------------------- | ----- | -------- | -------- | ------- |
| Békéscsabai Elõre Spartacus | 4 - 2 | Bryne FK | 3 - 0    | 1 - 2   |

## Eerste ronde
| Team #1                                  | Tot.  | Team #2              | 1ste wed | 2de wed |
| ---------------------------------------- | ----- | -------------------- | -------- | ------- |
| Derry City                               | 0 - 4 | Cardiff City FC      | 0 - 0    | 0 - 4   |
| Glenavon FC                              | 2 - 7 | Aarhus GF            | 1 - 4    | 1 - 3   |
| Fram Reykjavík                           | 0 - 7 | FC Barcelona         | 0 - 2    | 0 - 5   |
| KS Flamurtari                            | 2 - 4 | Lech Poznan          | 2 - 3    | 0 - 1   |
| TJ Internacional Slovnaft ZTS Bratislava | 2 - 8 | CFKA Sredets Sofia   | 2 - 3    | 0 - 5   |
| Omonia Nicosia                           | 0 - 3 | Panathinaikos Athene | 0 - 1    | 0 - 2   |
| Roda JC                                  | 2 - 1 | Vitória Guimarães    | 2 - 0    | 0 - 1   |
| FK Borac Banja Luka                      | 2 - 4 | Metalist Charkov     | 2 - 0    | 0 - 4   |
| Grasshopper-Club Zürich                  | 0 - 1 | Eintracht Frankfurt  | 0 - 0    | 0 - 1   |
| Sakaryaspor                              | 2 - 1 | Békéscsabai ESSC     | 2 - 0    | 0 - 1   |
| KV Mechelen                              | 8 - 1 | Avenir Beggen        | 5 - 0    | 3 - 1   |
| FC Metz                                  | 1 - 5 | RSC Anderlecht       | 1 - 3    | 0 - 2   |
| Floriana FC                              | 0 - 1 | Dundee United        | 0 - 0    | 0 - 1   |
| Dinamo Boekarest                         | 6 - 0 | Kuusysi Lahti        | 3 - 0    | 3 - 0   |
| FC Carl Zeiss Jena                       | 5 - 1 | Kremser SC           | 5 - 0    | 0 - 1   |
| IFK Norrköping                           | 2 - 3 | Sampdoria            | 2 - 1    | 0 - 2   |

## Tweede ronde
| Team #1             | Tot.             | Team #2              | 1ste wed | 2de wed      |
| ------------------- | ---------------- | -------------------- | -------- | ------------ |
| Cardiff City FC     | 1 - 6            | Aarhus GF            | 1 - 2    | 0 - 4        |
| FC Barcelona        | 2 - 2 (5-4 n.p.) | Lech Poznan          | 1 - 1    | 1 - 1 (n.v.) |
| CFKA Sredets Sofia  | 3 - 0            | Panathinaikos Athene | 2 - 0    | 1 - 0        |
| Roda JC             | 1 - 0            | Metalist Charkov     | 1 - 0    | 0 - 0        |
| Eintracht Frankfurt | 6 - 1            | Sakaryaspor          | 3 - 1    | 3 - 0        |
| KV Mechelen         | 3 - 0            | RSC Anderlecht       | 1 - 0    | 2 - 0        |
| Dundee United       | 1 - 2            | Dinamo Boekarest     | 0 - 1    | 1 - 1        |
| FC Carl Zeiss Jena  | 2 - 4            | Sampdoria            | 1 - 1    | 1 - 3        |

## Kwartfinale
| Team #1             | Tot.             | Team #2      | 1ste wed | 2de wed      |
| ------------------- | ---------------- | ------------ | -------- | ------------ |
| Aarhus GF           | 0 - 1            | FC Barcelona | 0 - 1    | 0 - 0        |
| CFKA Sredets Sofia  | 3 - 3 (4-3 n.p.) | Roda JC      | 2 - 1    | 1 - 2 (n.v.) |
| Eintracht Frankfurt | 0 - 1            | KV Mechelen  | 0 - 0    | 0 - 1        |
| Dinamo Boekarest    | 1 - 1 (uitgoals) | Sampdoria    | 1 - 1    | 0 - 0        |

## Halve Finale
| Team #1      | Tot.  | Team #2            | 1ste wed | 2de wed |
| ------------ | ----- | ------------------ | -------- | ------- |
| FC Barcelona | 6 - 3 | CFKA Sredets Sofia | 4 - 2    | 2 - 1   |
| KV Mechelen  | 2 - 4 | Sampdoria          | 2 - 1    | 0 - 3   |

## Finale
| Team #1      | Uitsl. | Team #2   |
| ------------ | ------ | --------- |
| FC Barcelona | 2 - 0  | Sampdoria |